# 三川ダム
三川ダム（みかわダム）は、広島県世羅郡世羅町、一級河川・芦田川本川中流部に建設されたダムである。
農林省（現・農林水産省）中国四国農政局が施工した農林水産省直轄ダムで、現在は広島県東部農林水産事務所が管理を行う堤高53.0メートルの重力式コンクリートダムである。芦田川の治水及び福山市を始めとした備後経済圏に対する利水を目的とした多目的ダムである。ダムによって形成された人造湖は古代中国の伝説の皇帝である神農の名を採って神農湖（しんのうこ）と命名されている。

## 概要
三川ダムは下流の福山市を中心とする備後平野の穀倉地帯のかんがい用水を確保するために計画が立案された。これは芦田川流域が瀬戸内海気候のため年間降水量が少なく農業用水確保に苦労しており、度々旱魃に苦しめられていた。
そのため、1949年（昭和24年）に当時の農業生産量増大という国策である「国営かんがい排水事業」のひとつである「国営芦田川農業水利事業」として三川ダムが建設された。当初はかんがい専用ダムであったが1968年（昭和43年）には日本鋼管（現在のJFEスチール）の福山進出にともない、備後経済圏の工業用水と上水道の確保が必要となったため、農林省から管理が移管された広島県福山地域経済局によってダムの高さを5.0メートルかさ上げするダム再開発事業が行われ、1973年（昭和48年）3月31日に多目的ダムとして完成した。なお当初の目的であった農業用水であるが、下流の備後平野の都市化にともない耕地面積が減少したため、上水道に転用されている。また、多目的ダムではあるが洪水調節機能は持っていない。
ダムの建設によって、三川地区の住民22戸が移住したほか、その後の嵩上げ工事でも28戸が移住した。また同地に建設されたのは地形が深く狭い谷であり適していること、移転する世帯が比較的少ないこと、そして近くに国鉄（現在のJR西日本）福塩線備後三川駅があるため、建設資材の運搬が容易であったため（当時は流域の道路が未整備だった）という。また近くでコンクリートを作るために石灰石の採掘も行われたという。
なお、移住した家の中には大妻コタカ（大妻女子大学の創設者）の生家があり、この家は神農湖湖畔に移築されている。
2020年、芦田川水系大規模氾濫時の減災対策協議会は、三川ダムの事前放流に関する協定を管理者などと結んだ。協定は、令和元年東日本台風災害の教訓を踏まえ、大雨が予想される3日前から放流によりダム水位をさげる運用を可能にするもの。

## 周辺
下流には後に八田原ダムが建設されている。周辺にはキャンプ場が整備されている。また前述のように大妻コタカの生家が湖畔で保存されており、大妻の銅像が建立されている。

## 関連事項
- ダム
- 日本のダム
- 重力式コンクリートダム
- 多目的ダム
- 農林水産省直轄ダム
- 都道府県営ダム